# Z.T.'s Blues
Z.T.'s Blues è un album di Stanley Turrentine, pubblicato dalla Blue Note Records nel 1985.
Il disco fu registrato il 13 settembre del 1961 al "Rudy Van Gelder Studio" a Englewood Cliffs nel New Jersey (Stati Uniti).

## Tracce
Lato A
1. Z.T.'s Blues – 6:40 (Tommy Turrentine)
2. More Than You Know – 6:05 (Youmans, Rose, Eliscu)
3. The Lamp Is Low – 6:04 (DeRose, Shefter, Parish, Ravel)

Lato B
1. The Way You Look Tonight – 5:41 (Jerome Kern, Dorothy Fields)
2. For Heaven's Sake – 4:42 (Meyer, Bretton, Edwards)
3. I Wish I Knew – 5:31 (B. Smith)
4. Be My Love – 5:13 (N. Brodszky, S. Cahn)

## Musicisti
Stanley Turrentine Quintet
- Stanley Turrentine - sassofono tenore
- Grant Green - chitarra
- Tommy Flanagan - pianoforte
- Paul Chambers - contrabbasso
- Arthur Taylor - batteria